# Ісаєв Ураз Джанзакович
Ураз (Ораз) Джанзакович Ісаєв (каз. Ораз Жанұзақұлы Исаев; 28 травня 1899, аул Ураз (№ 4) Лбищенського повіту Уральської області, тепер Казахстан — розстріляний 29 серпня 1938, місто Москва) — радянський партійний і державний діяч, голова Ради народних комісарів Казахської РСР у 1928—1938 роках, входив до складу особливої трійки НКВС. Кандидат у члени Президії ЦВК СРСР (1929—1935), член Президії ЦВК СРСР (1935—1938). Кандидат у члени ЦК ВКП(б) у 1934—1937 роках. Член ЦК ВКП(б) з жовтня 1937 по травень 1938 року. Депутат Верховної Ради СРСР 1-го скликання.

## Життєпис
Народився в родині селянина-бідняка. Навчався в сільського мулли, з 1908 по липень 1915 року — учень Сарисуйсько-Челкарського двокласного російсько-киргизького училища в селі Карасу.
З липня 1915 по листопад 1916 року працював у власному господарстві в аулі № 4 Челкарської волості Лбищенського повіту. У листопаді 1916 — квітні 1917 року — писар у старшини аулу № 4. З квітня по листопад 1917 року працював у власному господарстві в аулі № 4 Челкарської волості Лбищенського повіту.
У листопаді 1917 — липні 1918 року — писар, діловод Челкарської волосної земської управи Лбищенського повіту Уральської області. З липня 1918 по березень 1919 року працював у власному господарстві в аулі № 4.
У березні — квітні 1919 року — співробітник Лбищенського управління повітово-міської робітничо-селянської міліції. З квітня по серпень 1919 року працював у власному господарстві в аулі № 4.
У серпні — вересні 1919 року — інструктор Лбищенського повітового революційного комітету Уральської області. З вересня по листопад 1919 року працював у власному господарстві в аулі № 4.
У листопаді 1919 — вересні 1920 року — член, секретар аульної ради; секретар, заступник голови виконавчого комітету Челкарської волосної (районної) ради . У травні 1920 року вступив до комсомолу, організатор Лбищенського волосного комітету РКСМ.
У вересні 1920 — квітні 1921 року — уповноважений повітового профспілкового бюро, інспектор, завідувач Джамбейтинського повітового відділу праці Уральської області.
У квітні — жовтні 1921 року — уповноважений Джамбейтинського політичного бюро [Всеросійська надзвичайна комісія з боротьби з контрреволюцією і саботажем при РНК РРФСР|ВЧК]] Уральської області.
Член РКП(б) з червня 1921 року.
У жовтні 1921 — листопаді 1922 року — оперативний уповноважений Уральської губернської ЧК.
У листопаді 1922 — липні 1923 року — відповідальний інструктор Уральського губернського комітету РКП(б).
У липні 1923 — серпні 1924 року — відповідальний секретар Джамбейтинського повітового комітету РКП(б) Уральської губернії.
У серпні — жовтні 1924 року — заступник голови Казакської крайової контрольної комісії РКП(б) — заступник народного комісара робітничо-селянської інспекції Казакської АРСР.
У вересні 1924 — квітні 1925 року — секретар Центрального виконавчого комітету (ЦВК) Казакської АРСР у місті Оренбурзі.
У квітні — жовтні 1925 року — заступник голови Казакської крайової контрольної комісії РКП(б) — заступник народного комісара робітничо-селянської інспекції Казакської АРСР.
У грудні 1925 — жовтні 1927 року — заступник завідувача організаційно-інструкторського відділу Казакського крайового комітету ВКП(б), завідувач адміністративно-культурної секції Народного комісаріату робітничо-селянської інспекції Казакської АРСР.
У жовтні 1927 — грудні 1928 року — завідувач організаційного відділу, завідувач організаційно-розподільного відділу Казакського крайового комітету ВКП(б). Одночасно, 23 листопада 1927 — 2 грудня 1928 року — член Секретаріату Казакського крайового комітету ВКП(б).
У грудні 1928 — 28 квітня 1929 року — 2-й секретар Казакського крайового комітету ВКП(б).
У квітні 1929 — березні 1937 року — голова Ради народних комісарів Казакської АРСР. У березні 1937 — травні 1938 року — голова Ради народних комісарів Казахської РСР.
У 1937 році увійшов до складу особливої трійки НКВС та став активним учасником сталінських репресій.
Звільнений з посади та відкликаний до Москви в розпорядження ЦК ВКП(б), де 31 травня 1938 року заарештований. 29 серпня 1938 року засуджений до смертної кари й того ж дня розстріляний. Похований на полігоні «Комунарка» біля Москви.
Реабілітований 19 травня 1956 року. 11 червня 1956 року посмертно поновлений в членах партії.

## Нагороди
- орден Леніна (20.12.1935)